# فيونا بوتون
فيونا بوتون (بالإنجليزية: Fiona Button)‏ هي ممثلة بريطانية، ولدت في 28 نوفمبر 1986 في لوزان في سويسرا.

## وصلات خارجية
- فيونا بوتون على موقع IMDb (الإنجليزية)
- فيونا بوتون على موقع ألو سيني (الفرنسية)
- فيونا بوتون على موقع ألو سيني (الفرنسية)
- فيونا بوتون على موقع قاعدة بيانات الفيلم (الإنجليزية)
- فيونا بوتون على موقع كينوبويسك (الروسية)